# Terra di Alessandra
Terra di Alessandra (in russo Zemlja Aleksandry, Земля Александры) è un'isola russa che fa parte dell'arcipelago della Terra di Francesco Giuseppe, nell'Oceano Artico ed è l'isola più occidentale dell'arcipelago. Il punto più alto dell'isola raggiunge i 382 m. La Terra di Alessandra è divisa dall'isola Terra del Principe Giorgio dal Canale di Cambridge.

## Storia
La Terra di Alessandra è stata così chiamata in onore della principessa Alessandra di Danimarca, moglie di Edoardo VII; vi sono altresì fonti che affermano che fu dedicata alla granduchessa Aleksandra Pavlovna Romanova (1783-1801), che divenne arciduchessa d'Austria con il suo matrimonio con l'arciduca Giuseppe d'Austria, Palatino d'Ungheria.
Il navigatore russo Valerian Al'banov, sulla Svjataja Anna (Sant'Anna), raggiunse il capo Mary Harmsworth della Terra di Alessandra nel 1914, dopo il suo lungo e tragico calvario sul ghiaccio polare. Capo Mary Harmsworth è stato così chiamato in onore della moglie di Alfred Harmsworth. Harmsworth, membro della Royal Geographical Society, è stato lo sponsor principale della Jackson-Harmsworth Polar Expedition 1894) nella Terra di Francesco Giuseppe.
L'isola è attualmente la sede della base militare Nagurskaja (80°49′N 47°25′E), la base militare russa più settentrionale.
Nel 2016 una spedizione russa è riuscita a trovare i resti una base militare nazista che faceva parte dell'Operazione Schatzgräber (Cacciatore di tesori). Si trattava di una serie di avamposti realizzati dai nazisti nell'Artico tra il 1942 ed il 1944. Nella base, aperta nel settembre 1943, sono stati infatti trovati circa 500 reperti di vario tipoː libri, documenti, testi di meteorologia, manuali della Marina militare tedesca, munizioni, cartucce, tavole astronomiche, quaderni di registrazioni di dati meteo ecc. La base venne poi abbandonata definitivamente nel luglio 1944.
Negli anni ottanta una squadra di esperti sminatori tedeschi visitò le isole per rimuovere i campi minati ma solo nell'agosto 2016 è stata fatta una completa ricognizione e uno studio accurato della base mappandola con precisione.

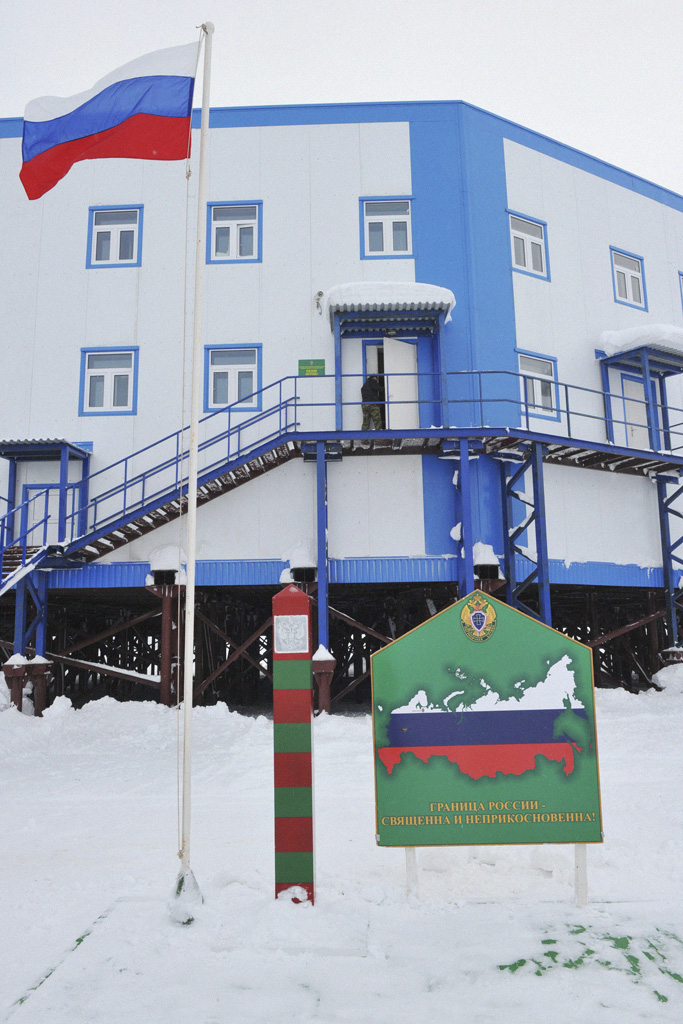
L'ingresso della base militare Nagurskaja
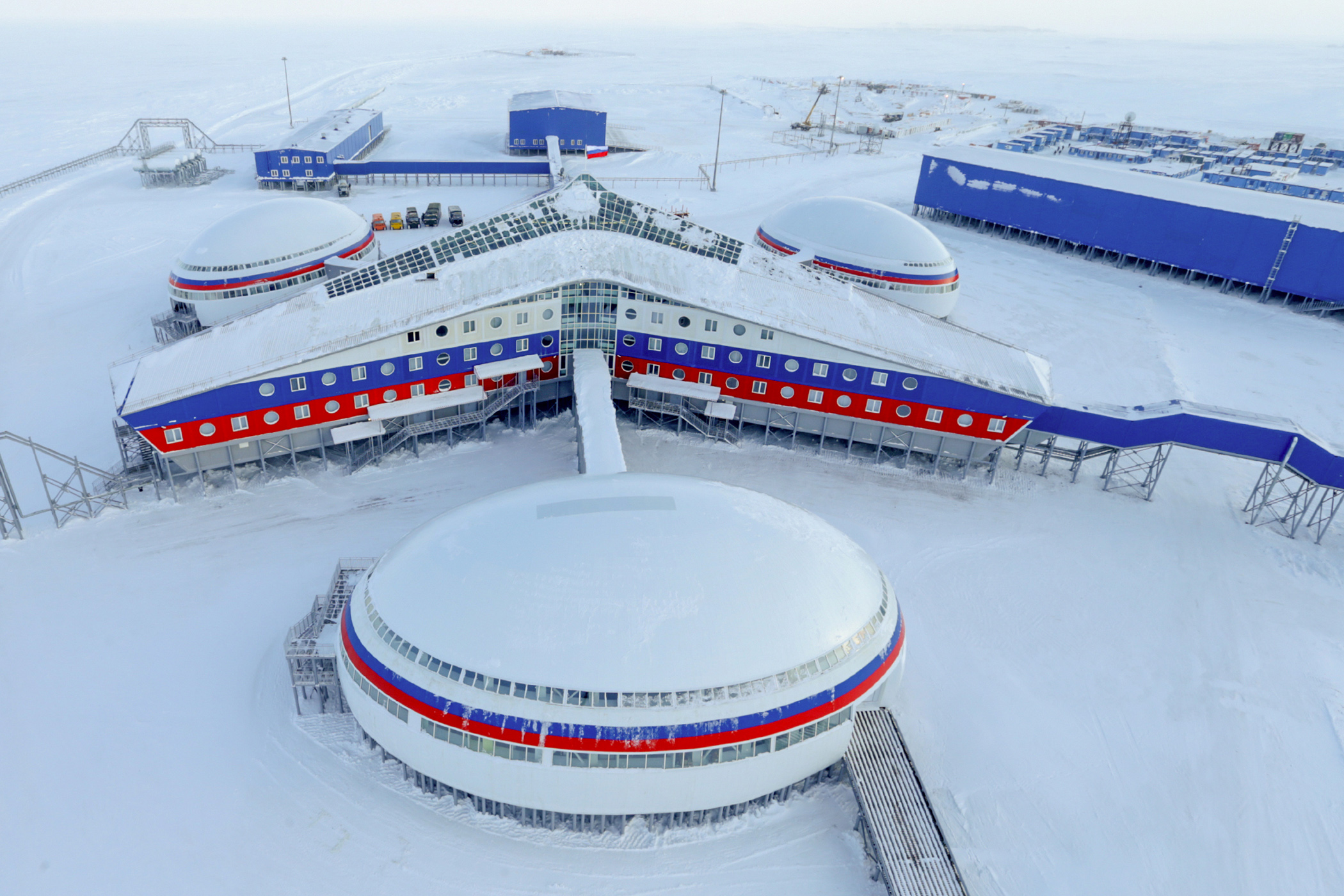
Veduta della base militare Nagurskaja